# Lac Brown
Lac Brown är en sjö i Kanada.   Den ligger i regionen Mauricie och provinsen Québec, i den sydöstra delen av landet, 250 km nordost om huvudstaden Ottawa. Lac Brown ligger 347 meter över havet. Arean är 2,4 kvadratkilometer. Den sträcker sig 3,9 kilometer i nord-sydlig riktning, och 1,7 kilometer i öst-västlig riktning.
I omgivningarna runt Lac Brown växer i huvudsak blandskog. Trakten runt Lac Brown är nära nog obefolkad, med mindre än två invånare per kvadratkilometer.